# Catedral de San Vito (Rijeka)
La Catedral de San Vito o simplemente Catedral de Rijeka (en croata: Katedrala Sv. Vida) es una catedral católica en Rijeka, Croacia. Es la catedral de la arquidiócesis de Rijeka.
En la Edad Media, la Iglesia de San Vito era una iglesia pequeña y unilateral, de estilo románico dedicada al santo patrón y protector de Rijeka. Tenía un ábside semicircular detrás del altar, y un porche cubierto. Con la llegada de los jesuitas a Rijeka, la catedral como lo vemos hoy fue fundada en 1638. En primer lugar, se convirtió en la iglesia de los jesuitas. Cuando la ciudad de Rijeka se convirtió en el centro de la diócesis, y luego en 1969 en el centro del arzobispado y Metrópoli, la Iglesia de San Vito de los jesuitas se convirtió en la catedral de Rijeka. Tiene forma de una rotonda, que es inusual en esta parte de Europa, con elementos del barroco y el gótico, incluyendo estatuas barrocas en el interior.
La catedral se representa en el reverso del billete del Kuna croata de 100, publicados en 1993 y 2002. 

## Véase también

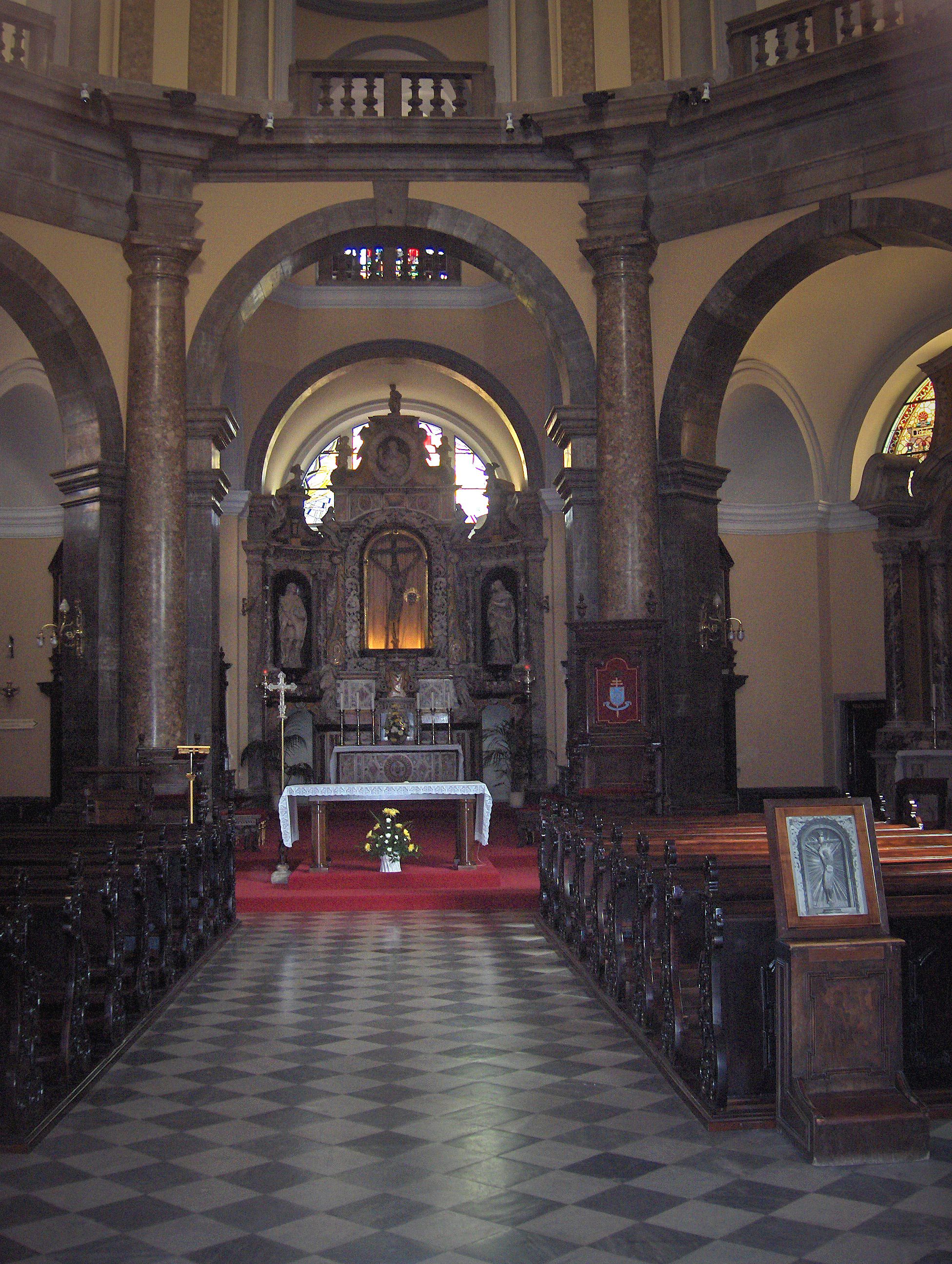
Vista interna